# Dongwangpo (sockenhuvudort i Kina, Hebei Sheng, lat 38,45, long 114,13)
Dongwangpo är en sockenhuvudort i Kina. Den ligger i provinsen Hebei, i den norra delen av landet, omkring 250 kilometer sydväst om huvudstaden Peking. Antalet invånare är 19 302. Befolkningen består av 9 420 kvinnor och 9 882 män. Barn under 15 år utgör 20,0 %, vuxna 15-64 år 70 %, och äldre över 65 år 8,0 %.
Runt Dongwangpo är det ganska tätbefolkat, med 155 invånare per kvadratkilometer. Närmaste större samhälle är Ciyu, 16,1 km öster om Dongwangpo. Trakten runt Dongwangpo består till största delen av jordbruksmark.
Genomsnittlig årsnederbörd är 656 millimeter. Den regnigaste månaden är juli, med i genomsnitt 206 mm nederbörd, och den torraste är december, med 4 mm nederbörd.